# Juan Mercier
Juan Ignacio Mercier (ur. 2 lutego 1980 w Campana) – argentyński piłkarz występujący najczęściej na pozycji środkowego pomocnika. Od 2007 roku zawodnik Argentinos Juniors, grającego w Primera División de Argentina.

## Kariera klubowa
Mercier jest wychowankiem trzecioligowej Flandrii, gdzie grał w latach 2000-2002. Na tym samym szczeblu rozgrywek występował też w Morón i Tristán Suárez. W 2005 roku sięgnęło po niego drugoligowe Platense, aż wreszcie w roku 2007 został zawodnikiem pierwszoligowego zespołu - Argentinos Juniors. W najwyższej klasie rozgrywkowej zadebiutował w wieku 27 lat - 7 sierpnia 2007 przeciwko San Martín San Juan. Był podstawowym zawodnikiem drużyny w sezonie Clausura 2010, kiedy to Argentinos wywalczyli trzeci w historii tytuł mistrza Argentyny.

### Statystyki klubowe
| Klub               | Sezon     | Rozgrywki                     | Mecze | Gole |
| ------------------ | --------- | ----------------------------- | ----- | ---- |
| Argentinos Juniors | 2009-2010 | Primera División de Argentina | 36    | 2    |
| Argentinos Juniors | 2008-2009 | Primera División de Argentina | 31    | 1    |
| Argentinos Juniors | 2007-2008 | Primera División de Argentina | 20    | 1    |
| Platense           | 2006-2007 | Primera B Nacional            | 41    | 4    |
| Platense           | 2005-2006 | Primera B Nacional            | 32    | 2    |
| Tristán Suárez     | 2004-2005 | Primera B Metropolitana       | 38    | 3    |
| Morón              | 2003-2004 | Primera B Metropolitana       | 41    | 3    |
| Morón              | 2002-2003 | Primera B Metropolitana       | 37    | 1    |
| Flandria           | 2001-2002 | Primera B Metropolitana       | 39    | 3    |
| Flandria           | 2000-2001 | Primera B Metropolitana       | 18    | 2    |

Ostatnia aktualizacja: 24 maja 2010.

## Kariera reprezentacyjna
Mercier zadebiutował w seniorskiej reprezentacji Argentyny 26 stycznia 2010 w spotkaniu z Kostaryką (3:2). Został powołany przez selekcjonera Maradonę do szerokiej kadry na Mundial 2010.

### Statystyki reprezentacyjne
| Reprezentacja | Rok  | Mecze | Gole |
| ------------- | ---- | ----- | ---- |
| Argentyna     | 2010 | 3     | 0    |

Ostatnia aktualizacja: 24 maja 2010.